# Hässlö, Korpo
Hässlö är en ö i Finland. Den ligger i Skärgårdshavet och i kommunen Pargas i den ekonomiska regionen  Åboland i landskapet Egentliga Finland, i den sydvästra delen av landet. Ön ligger omkring 56 kilometer sydväst om Åbo och omkring 190 kilometer väster om Helsingfors.
Öns area är 90,3 hektar och dess största längd är 1,8 kilometer i sydväst-nordöstlig riktning. Ön höjer sig omkring 35 meter över havsytan.
På Hässlö finns skog, ängar och en stuga.